# Chino (Ethnophaulismus)
Mit Chino (weibliche Form China, Chinita, deutsch Chinese) wird in Südamerika, insbesondere in Argentinien und Uruguay, ein Mestize, ein multiethnischer Nachkomme aus der Verbindung einer/eines Weißen oder eines Indianers/einer Indianerin mit einer/einem Schwarzen, bezeichnet. Es wird als Spitzname und als Vorname verwendet, ist aber zumeist, vom Kontext abhängig, ein Schimpfwort. 